# Batalla de Fariskur
La batalla de Fariskur fou la darrera batalla important de la Setena Croada. L'enfrontament es produí el 6 d'abril del 1250, entre el que quedava de l'exèrcit croat després de la desfeta a Mansura, comandat pel rei Lluís IX de França i les forces del soldanat egipci aiúbida comandat per Turan-Xah. El resultat fou una definitiva derrota dels cristians. El rei i molts altres foren capturats; s'hagué de pagar un rescat i retornar la ciutat de Damiata als egipcis. La notícia fou un dur cop a Europa, per una banda els altres reis cristians perderen interès en Terra Santa, mentre que el poble reaccionà muntant l'anomenada croada dels Pastors.

## Antecedents
La setena croada s'havia marcat l'objectiu de reconquerir Jerusalem atacant des d'Egipte. Primer van ocupar Damiata, ciutat situada en el delta del Nil, sense gaires problemes. Després es proposaren anara a capturar El Caire, per a la qual cosa calia travessar a l'altra banda del riu i passar per la ciutat de Mansura, acció que no pogueren efectuar fins passats uns mesos perquè el riu anava crescut i el territori del voltant estava inundat. En travessar el riu, el comte Robert I d'Artois trencà files i, sense esperar que passés tot l'exèrcit, s'avançà amb les seves tropes. En arribar per sorpresa al campament sarraí els derrotaren amb facilitat, això engrescà al comte que, desoint els consells dels templers, decidí atacar dins la ciutat. Allà, però, va trobar una forta resistència tant per part dels ciutadans com per part d'un exèrcit mameluc que s'hi va presentar. La batalla de Mansura es perllongà tres dies i, encara que els mamelucs es retiraren, l'exèrcit croat quedà massacrat.

## Desenvolupament
La situació era difícil després de la batalla, molts van morir i els que en van sobreviure, gairebé tots estaven malferits. El 27 de febrer el nou soldà, Turan-Xah ibn as-Sàlih Ayyub, arribà a Egipte des de Hasankeyf per prendre'n possessió del càrrec. El rei Lluís pensà que el seu exèrcit no estava en condicions d'emprendre un nou atac ni de resistir-lo i envià un missatge al soldà dient que acceptava la proposta feta feia uns mesos pel seu difunt pare, As-Sàlih Ayyub: intercanviar Damiata per Jerusalem. Turan-Xah no s'avingué a aquest acord. A mitjan març, unes galeres egípcies destruïren o capturaren les naus de la flota dels croats, cosa que els tallà la retirada cap a Damiata. La fam esdevingué un problema i alguns croats desertaren al bàndol contrari. Lluís IX, tot i sabent que els empaitarien, decidí traslladar el seu exèrcit de ferits cap a Damiata, ell mateix amb prou feines se sostenia damunt la sella.
El 5 d'abril, aprofitant la foscor de la nit, els croats evacuaren el campament i marxaren cap al nord, però amb les presses oblidaren destruir el pantalà que havien muntat sobre el canal, cosa que els egipcis aprofitaren per travessar el riu. L'endemà els mamelucs assoliren Fariskur (l'actual Faraskur), on havien arribat els croats. Els perseguidors iniciaren un fort atac amb fletxes i espases en què molts cristians moriren o foren fets presoners. Lluís IX i alguns nobles foren capturats en la vila propera de Moniat Abdallah (l'actual districte de El Caire anomenat Meniat el Nasr) on s'havien refugiat. El rei es rendí a un mameluc anomenat al-Salihi, que li prometé no matar-lo i juntament amb els seus germans, Carles d'Anjou i Alfons de Poitiers foren portats a Mansura, on fou reclòs a casa d'Ibrahim ben Lokman, canceller reial, encadenat i sota la vigilància d'un altre mameluc anomenat Sobih al-Moazami. El capell del rei fou exhibit com a trofeu per Síria. Mentrestant es muntà un campament a la rodalia de Mansura per allotjar els altres apressats.

## Repercussions
La notícia de la captivitat del rei causà gran commoció a França, encara més perquè havia circulat un rumor segons el qual, l'exèrcit croat havia conquerit El Caire i derrotat el soldà . Això causà un alçament d'indignats que s'anomenà croada dels pastors .
El rescat que es pagà per Lluís IX i els seus cavallers fou de 400.000 dinars (500.000 lliures). El pagament es feu amb lentitud: pesant les monedes amb una balança i cada pesada valia 10.000 lliures; en acabar els mamelucs es queixaren que mancaven 30.000 per la qual cosa Carles d'Anjou quedà retingut en espera d'aquests diners. Reginald de Vichiers, mariscal del Temple, en feu el préstec i Jean de Joinville fou l'encarregat de portar-los. El soldà li feu jurar que no tornaria a Egipte i que lliuraria Damiata als egipcis, un cop fet això li permeteren marxar el 8 de maig del 1250, el qual emprengué el viatge cap a Acre amb els seus germans més 12.000 presos de guerra, alguns dels quals havien estat capturats en altres campanyes. Alguns presos, però, foren executats. La reina Margarida, que havia estat tot el temps a Damiata esperant el retorn del seu marit i patint malsons, en saber que l'alliberarien, sortí cap a Acre uns dies abans amb el seu fill que havia nascut dos dies després de la batalla i al qual anomenà Joan Tristany.
A la província de Damiata encara se celebra oficialment cada 8 de maig el dia en què els croats foren expulsats.
Fariskur marcà la fi de la setena croada, però també marcà un punt d'inflexió en totes les parts en conflicte d'aquella zona. Egipte seria considerat des de llavors la ciutadella defensora de l'islam i un important contingent. La setena croada seria la darrera campanya de cristians contra Egipte. Els croats començaren a veure la reconquesta de Terra Santa com una fita fora del seu abast i els reis europeus, llevat de Lluís IX, perderen interès. Però poc després de la batalla de Fariskur, el soldà Turan-Xah fou assassinat per un cop d'estat liderat pels mamelucs, que esdevindrien els nous governants d'Egipte. Amb això el mapa que repartia el poder territorial del sud-est de la Mediterrània quedà dividit entre quatre forces principals: la dinastia dels mamelucs d'Egipte, la dinastia aiúbida de Síria, els francs a Acre i la part cristiana del litoral de Síria i en quart lloc un altre estat cristià, l'Armènia Cilícia. Mentre que els mamelucs i els aiúbides esdevingueren rivals, els francs i els armenis foren aliats, units també al Principat d'Antioquia al llarg del 1241.